# 斑尾鹃鸠
斑尾鹃鸠（学名：Macropygia unchall）为鸠鸽科鹃鸠属的鸟类。分布于自克什米尔地区、至印度、尼泊尔、不丹、孟加拉、缅甸、中南半岛、马来半岛、印度尼西亚以及中国大陆的华南一带北抵四川、福建等地，主要生活于丘陵的树林中。该物种的模式产地在印度尼西亚爪哇。

## 描述

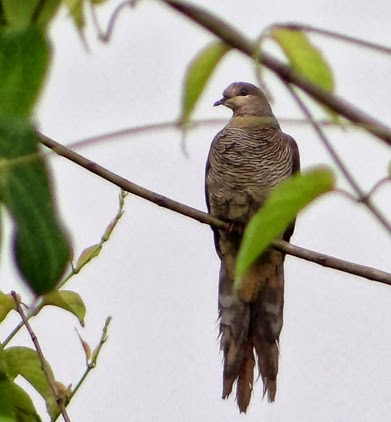
Barred cuckoo-dove

翅膀和尾巴是深褐色，身體的其他部位更接近棕褐色。雄性胸部有大量的橫斑條紋，且雌雄皆有淺綠色的頸背。 體長37至41 cm（15至16英寸），重153至182 g（5.4至6.4 oz）。虹膜呈黃色或淺棕色，喙短，顏色為黑色，腳呈紅色。
與棕頭鵑鳩（little cuckoo-dove）外型相似，但是體型更大，更黑，並且在上背、胸部、兩翼覆蓋處和尾巴上有大量深色條紋。

## 分佈和棲地
斑尾鹃鸠分佈範圍從喜馬拉雅山到東南亞。 棲息地為海拔800至3,000米（2,600至9,800英尺）的山地斜坡，其上生長的亞熱帶濃密森林。 此外更常出沒於舊林清除後的空地和邊緣，以及砍伐過次生林。

## 習性
以一小群的方式活動及覓食。生性害羞，接近時會迅速逃離，可以很快的速度在茂密的林木中飛行，在野外很難觀察到。在飛行中和地面上觀察到時，其尾巴都會顯得比斑鳩更長。

## 保护
- 中国国家重点保护动物等级：二级

## 亚种
- 斑尾鹃鸠华南亚种（学名：Macropygia unchall minor）（Swinhoe, 1870）。在中国大陆，分布于福建、广东、海南、上海等地。该物种的模式产地在海南。[7]
- 斑尾鹃鸠西南亚种（学名：Macropygia unchall tusalia）（Blyth, 1843）。在中国大陆，分布于四川、云南等地。该物种的模式产地在印度大吉岭。[8]
- 斑尾鹃鸠亚种（学名：Macropygia unchall unchall） （Wagler, 1827）[2]